# Elk Grove
Elk Grove ist eine Stadt im Sacramento County des Bundesstaats Kalifornien in den Vereinigten Staaten mit 176.124 Einwohnern (Stand: 2020) und ist Teil der Agglomeration der kalifornischen Hauptstadt Sacramento.
Das Stadtgebiet schließt direkt südöstlich an das Sacramentos an und umfasst eine Fläche von 109,0 km². Etwa eine Meile westlich der Stadt verläuft die California State Route 99. Die geographischen Koordinaten sind: 38,40° Nord, 121,37° West.
Die Stadt Elk Grove wurde am 1. Juli 2000 aus Teilen der ehemaligen CDPs Elk Grove, Laguna und Laguna West-Lakeside gebildet. Davor war Elk Grove keine Gemeinde im eigentlichen Sinne, sondern ein Gebiet, das Direkt vom County aus verwaltet wurde. Der Name geht auf ein im Jahre 1850 gebautes Hotel am sogenannten Monterey Trail zurück.
Elk Grove ist neben Roseville im Norden und Folsom im Osten eine der schnell wachsenden Städte im Vorortgürtel Sacramentos. Zwischen 2004 und 2005 erhielt es sogar den Titel der am schnellsten wachsenden Stadt in den USA.
Entwicklung von Fläche und Bevölkerung:
| Jahr | Einwohner | Fläche    |
| ---- | --------- | --------- |
| 1970 | 3721      |           |
| 1980 | 10.959    |           |
| 1990 | 17.483    | 10,2 km²  |
| 2000 | 59.984    | 39,4 km²  |
| 2007 | 131.212   | 109,0 km² |
| 2010 | 153.015   | 109,4 km² |
| 2020 | 176.124   |           |